# 메소아메리카

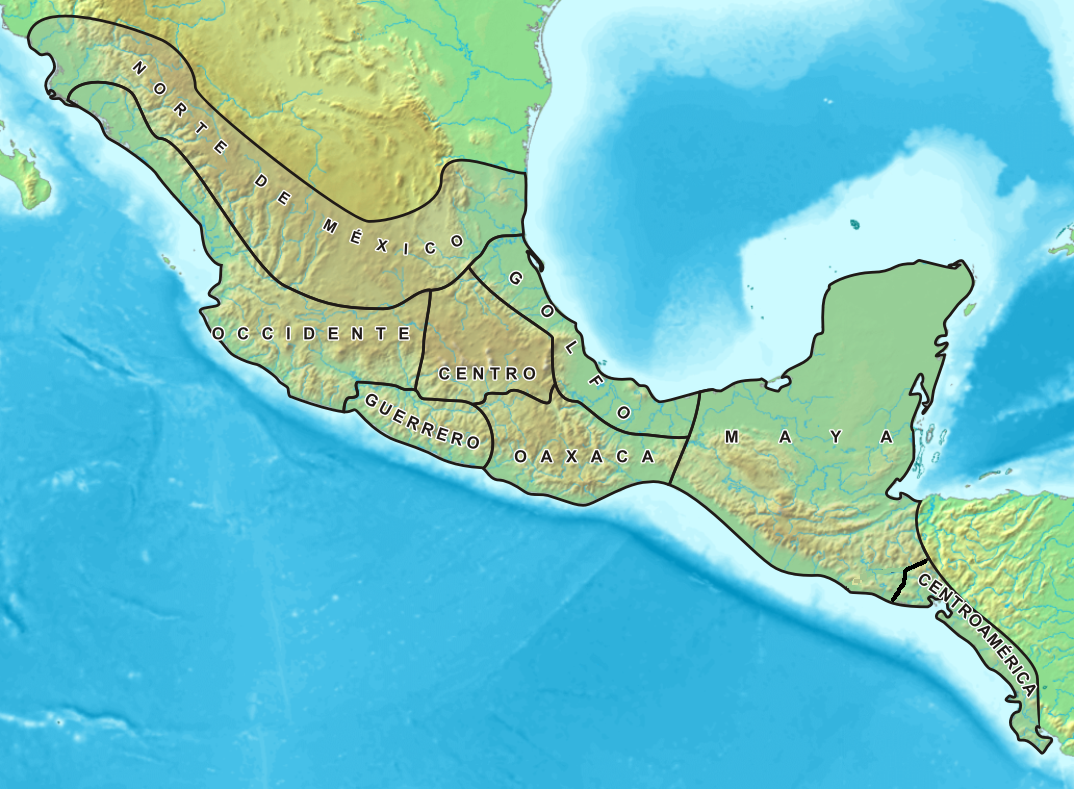
메소아메리카의 범위

메소아메리카(Mesoamerica)는 멕시코와 중앙아메리카 서북부를 포함한 공통적인 문화를 가진 아메리카의 구역이다. 농경민 문화 또는 각종 화려한 문명(마야, 테오티우아칸, 아즈텍 등)이 번성한 문화 공간이었다. 폴 키르히호프의 문화 요소 분포 연구에 의해 정의된 용어이며, 지리적으로는 북쪽은 멕시코 파누코 강에서 시날로아 강 근처까지, 남쪽은 온두라스의 모타구아강 하구 근처에서 코스타리카의 니코야 베이 근처까지이지만,이 테두리는 역사적으로 일정했던 것은 아니었다.
15세기에서 16세기에 걸쳐 스페인 침략자들이 오기 전까지 여기에서 수 많은 선콜럼버스 사회가 번성했다.

## 문명
아래와 같이 웅장한 신전 피라미드 등을 현재도 남겼으며, 메소아메리카 문명이 번성한 지역이다. 메소아메리카 문명에서는 흥망했던 곳은 다음과 같다.
- 촌락 정착 마을의 성립(기원전 2000년 이후)
- 올메카 문명(멕시코만 기원전 1250년경 - 기원 전후)
- 테오티우아칸 문명(멕시코 중앙 고원; 기원 전후 -7세기경)
- 마야 문명(멕시코 남동부 유카탄반도, 과테말라 등; 기원전 3세기 -16세기)
- 톨테카 문명(멕시코 중앙 고원; 7세기 무렵 -12세기 경)
- 사포테카 문명(멕시코 오아하카 지역; 기원전 10 세기 -16세기)
- 미슈테카 문명(멕시코 오아하카 지역)
- 타라스칸(멕시코 서부 지역, 미초 아칸 등)
- 아즈텍 제국(멕시코 중앙 고원; 15세기 전반 -1521년)

## 같이 보기
- 아메리카
- 중앙아메리카
- 이스파노아메리카
- 아메리카 원주민
- 라틴아메리카
- 중부아메리카